# Berberis dictyophylla
Espèce
Berberis dictyophylla, également dénommée netleaf barberry en anglais, est une espèce de plantes à fleurs la famille des Berberidaceae. C'est un arbuste à feuilles caduques du genre Berberis qui est plante indigène de l’ouest de la Chine (Qinghai, Sichuan, Tibet, Yunnan).

## Description
Berberis dictyophylla atteint 15 cm de hauteur. Les jeunes pousses sont couvertes d’une fleur blanche et portent des épines ramifiées. Les feuilles deviennent rouges ou jaunes en automne. La plante porte des fleurs solitaires jaune pâle. Baies ovoïdes, rougeâtres, souvent à fleurs blanches, atteignant 15 mm de long,,,. Il pousse dans de nombreux habitats, notamment les forêts, les pentes des montagnes, les fourrés et les bords de route.

## Systématique
Le nom correct complet (avec auteur) de ce taxon est Berberis dictyophylla Franch..
Berberis dictyophylla a pour synonymes :
- Berberis approximata var. campylogyna Ahrendt
- Berberis approximata Sprague
- Berberis dictyophylla var. approximata (Sprague) Rehder
- Berberis dictyophylla var. campylogyna (Ahrendt) Ahrendt
- Berberis dictyophylla var. dictyophylla
- Berberis stiebritziana C.K.Schneid.